# جينيفر هودسون
جينيفر هودسون (بالإنجليزية: Jennifer Hodson)‏ هي راكبة الكنو جنوب أفريقية، ولدت في 12 سبتمبر 1979.

## وصلات خارجية
- جينيفر هودسون على موقع أوليمبيديا (الإنجليزية)